# Кишш, Балаж
Балаж Кишш (венг. Kiss Balázs, р.27 января 1983) — венгерский борец греко-римского стиля, чемпион мира, призёр чемпионатов Европы.

## Биография
Родился в 1983 году в Будапеште. В 2007 году стал бронзовым призёром чемпионата Европы. В 2009 году стал чемпионом мира. На чемпионате мира 2013 года стал обладателем бронзовой медали. В 2016 году принял участие в Олимпийских играх в Рио-де-Жанейро, но занял там лишь 9-е место. В 2017 году завоевал бронзовые медали на чемпионатах мира и Европы. В 2018 году стал бронзовым призёром чемпионата Европы.
На чемпионате Европы по борьбе 2021 года, который проходил в Варшаве, венгерский спортсмен в весовой категории до 97 кг, сумел завоевать серебряную медаль, уступив в финале Мусе Евлоеву.